# Saint-Vincent-le-Paluel
Saint-Vincent-le-Paluel is een gemeente in het Franse departement Dordogne (regio Nouvelle-Aquitaine) en telt 207 inwoners (1999). De plaats maakt deel uit van het arrondissement Sarlat-la-Canéda.

## Geografie
De oppervlakte van Saint-Vincent-le-Paluel bedraagt 6,9 km², de bevolkingsdichtheid is 30,0 inwoners per km².
De onderstaande kaart toont de ligging van Saint-Vincent-le-Paluel met de belangrijkste infrastructuur en aangrenzende gemeenten.

## Erfgoed
- Het 14e-eeuwse Château de Paluel, gelegen twee kilometer stroomafwaarts op een landtong, werd in juni 1944 door de nazi's in brand gestoken, vlak voor de massamoorden in Oradour-sur-Glane en Tulle[2][3].

## Demografie
Onderstaande figuur toont het verloop van het inwonertal (bron: INSEE-tellingen).